# Bundesfachverband Essstörungen
Der Bundesfachverband Essstörungen e. V. ist der 1994 gegründete Fachverband ambulanter und stationärer Einrichtungen zur Beratung und Behandlung von Patienten mit Essstörungen mit Sitz in München-Lehel. Ihm gehören bundesweit Kliniken, Wohngruppen, Beratungsstellen, niedergelassene Therapeuten und Ernährungsfachberater an. Das Amt des geschäftsführenden Vorstandsvorsitzenden bekleidet der Münchner Diplom-Psychologe und Psychotherapeut Andreas Schnebel, ebenfalls therapeutischer Leiter und Mitbegründer des ANAD e. V. Therapeutische Wohngruppen.

## Ziele

### Öffentlichkeitsarbeit
Der Bundesfachverband Essstörungen e. V. unterstützt Essstörungsforschung und Wissenschaftspolitik, die sich mit den Möglichkeiten und Grenzen der Interaktion mit Betroffenen und deren Angehörigen befassen und diese im gesellschaftlichen Kontext betrachten. Dabei sollen soziale, ethische und rechtliche Grenzen nicht als Hemmnis gesehen werden, sondern einen verlässlichen Rahmen künftiger Entwicklungen setzen. Eine weitere besondere Bedeutung kommt hierbei der Vermittlung von Fach- und Orientierungswissen in Form von Aus- und Fortbildung bzw. der Ausarbeitung von Kompetenzen zu, zukünftige Perspektiven zu gestalten und diese sowohl für Betroffene als auch für Therapeuten auszurichten.
Des Weiteren steht der Verband dafür ein, wissenschaftliche Erkenntnisse und Know-how aus der Erfahrung in die Praxis umzusetzen und mittels internationaler Vernetzung auszutauschen, um unter anderem professionell Öffentlichkeitsarbeit zum Thema Essstörungen leisten zu können. Unterstützend werden Projekte begutachtet und Kongresse ausgerichtet, bei denen dieses Thema im Vordergrund steht.

### Therapie
Für den Therapieprozess sind dem Bundesfachverband Essstörungen e. V. bundesweit Kliniken, Wohngruppen und Beratungsstellen sowie niedergelassene Therapeuten und Ernährungsfachberater angeschlossen. Für die Behandlung gelten die vom Verband aufgestellten Leitlinien für die Beratung und ambulante Therapie von Essstörungen. Hierbei geht es insbesondere um die Beratung Betroffener und deren Angehörige, sowohl ambulante als auch stationäre Therapie und ambulante Nachsorge.

## Mitgliedschaft
Seit 1994 besteht der Bundesfachverband Essstörungen e. V. und setzt sich aus etwa 150 gemeinnützigen Trägern wie psychosomatische Fachkliniken, therapeutische Wohngruppen, ambulante Beratungs- und Therapieeinrichtungen sowie psychotherapeutische Praxen und Ernährungsfachberatern zusammen.
Während der meist zweitägigen Mitgliederversammlungen, die zweimal jährlich stattfinden, werden bundesweite Vernetzungen ausgebildet, bei denen sich die Mitglieder untereinander sowohl fachlich als auch über aktuelle Themen austauschen. In Fachvorträgen und Referaten werden innovative Behandlungskonzepte vorgestellt, es finden qualifizierte Fortbildungen statt und fachliche Unterstützung durch Experten wird geboten. Außerdem bezieht man zu aktuell laufenden Projekten Stellung und entwickelt Verbesserungskonzepte im Rahmen der Qualitätslenkung und -sicherung.

## Leitlinien für Beratung und Behandlung
Eine vom Bundesfamilienministerium finanzierte Studie zur Qualitätssicherung von Beratungs- und ambulanten Behandlungen von Essstörungen wurde durch den Bundesfachverband Essstörungen im Jahre 2005 durchgeführt. Daraus ergaben sich die Leitlinien für die Beratung und ambulante Behandlung von Essstörungen für seine Mitgliedseinrichtungen.
In den Leitlinien wird zunächst der Begriff Essstörungen, die zumeist psychosozialen Ursachen, die Auswirkungen sowie die Adressaten klar umrissen und abgegrenzt. Ebenso werden die Begriffe Behandlung und Beratung im Zusammenhang mit Essstörungen definiert und die professionelle Versorgungskette dargestellt. Des Weiteren werden Beratungs- und Behandlungsmethoden verschiedener Arten und deren Bedeutung aufgezeigt, wobei niedrigschwellige, kurzfristige und längerfristige Angebote unterschieden werden. Zusätzlich wird beschrieben, wann und wie die Angehörigen in die Behandlung miteinbezogen werden können.

## Arten der Vernetzung
Unter den Mitgliedern des Bundesfachverbands Essstörungen e. V. finden sich Einrichtungen verschiedener Kompetenzen und Aufgaben.

### Integrierte Versorgung
Die Integrierte Versorgung in Bayern stellt ein Kompetenznetzwerk dar, das professionelle Leistungen mitunter im Bereich von Essstörungen bietet. Betroffene, Angehörige und Kostenträger werden in einer geschlossenen Behandlungskette versorgt, die Finanzierung erfolgt durch die beteiligten Krankenkassen. Das Angebot erstreckt sich von der Diagnostik der Symptome über Aufstellung individueller Behandlungspläne bis hin zur Durchführung dieser. Dieses Paket ermöglicht bei den Kooperationspartnern wie Kliniken, Psychotherapeuten und betreuten Wohngruppen eine schnelle und gezielte Therapie.
In Hessen gilt für die integrierte Versorgung zwischen dem Landesverband der Betriebskrankenkassen Süd und der Barmer GEK ein Versorgungsvertrag mit dem Forum für Ess-Störungen Wiesbaden, in dem Psychotherapien und ambulante Behandlungskonzepte für Betroffene und deren Angehörige geregelt sind. Kliniken und niedergelassene Ärzte sind interdisziplinär vernetzt. Die Ziele hierbei sind es, Therapieerfolge zu optimieren, Einzeltherapien wie etwa Ernährungsberatung, Körperbewusstseinstraining und Bewegungstherapie anzubieten, eine bessere Vernetzung zwischen stationärer Versorgung und Rehabilitation zu gewährleisten sowie die Stabilisierung der Rückfallprophylaxe einzustellen.